# Иноуэ, Ё
Ё Иноуэ (яп. 井上瑶 Иноуэ Ё:, 4 декабря, 1959 — 28 февраля, 2003, префектура Токио) — японская сэйю.

## Позиции в Гран-при журнала Animage
- 1979 год — 9-е место в Гран-при журнала Animage в номинации на лучшую девушку-сэйю[1];
- 1980 год — 5-е место в Гран-при журнала Animage в номинации на лучшую девушку-сэйю[2];
- 1981 год — 8-е место в Гран-при журнала Animage в номинации на лучшую девушку-сэйю[3];
- 1982 год — 11-е место в Гран-при журнала Animage в номинации на лучшую девушку-сэйю[4];
- 1983 год — 15-е место в Гран-при журнала Animage в номинации на лучшую девушку-сэйю[5]

## Роли в аниме
- 1965 год — Император джунглей (ТВ-1) (Амудзи);
- 1978 год — Kagaku Ninja-Tai Gatchaman II (Пимер);
- 1979 год — Мобильный воин ГАНДАМ (Сайла Масс);
- 1979 год — Toushi Gordian (Пичи);
- 1981 год — Ogon Senshi Gold Lightan (Хиро (Хироси) Оми);
- 1981 год — Несносные пришельцы (ТВ) (Ран (ранние эпизоды));
- 1982 год — Densetsu Kyojin Ideon/Hatsudou Hen (Шеррил Формоза);
- 1982 год — Densetsu Kyojin Ideon/Sesshoku Hen (Шеррил Формоза);
- 1982 год — Ninjaman Ippei (Иппэй Ягю);
- 1983 год — Несносные пришельцы: Только ты (фильм #1) (Ран);
- 1983 год — Plawres Sanshirou (Мисти Шейла);
- 1985 год — High School! Kimen-gumi (Дзяко Амано);
- 1986 год — Мобильный воин ГАНДАМ Зета Два (Сейла Масс);
- 1988 год — Несносные пришельцы: Последняя глава (фильм #5) (Карла);
- 1988 год — Kidou Senshi SD Gundam (Сайла Масс);
- 1989 год — Ранма 1/2 (ТВ) (Ринко);
- 1989 год — Полиция Будущего (фильм первый) (Канука Клэнси);
- 1989 год — Бао: Посетитель (Софин);
- 1989 год — Полиция Будущего (ТВ) (Канука Клэнси);
- 1990 год — Словно облако, словно ветер (Коё);
- 1990 год — Счастливое семейство Муми-троллей (Вифсла);
- 1992 год — Yuu Yuu Hakusho TV (Рандо);
- 1992 год — Battle Fighters Garou Densetsu (Бирни);
- 1994 год — Garou Densetsu: The Motion Picture (Панни);
- 1994 год — Макросс 7 (ТВ) (Гепельнич);
- 1995 год — Макросс 7 - Фильм (Гепельнич);
- 1997 год — Тэнти - лишний! (фильм второй) (Юдзуха);
- 2000 год — Югио! (ТВ-2) (Рё Бакура (первая часть))